# Kaasikvälja
Kaasikvälja is een plaats in de Estlandse gemeente Toila, provincie Ida-Virumaa. De plaats heeft de status van dorp (Estisch: küla).

## Bevolking
Het dorp had 26 inwoners op 31 december 2011 en 20 inwoners op 31 december 2021.